# Młodość i inne opowiadania
Młodość i inne opowiadania (ang. Youth, a Narrative, and Two Other Stories) – zbiór trzech opowiadań Josepha Conrada. Książka, wydana w 1902 r. zawiera jedno z najbardziej znanych dzieł Conrada, nowelę Jądro ciemności. W Polsce w tłumaczeniu Anieli Zagórskiej wydany w dwóch oddzielnych tomach, w ramach Pism zbiorowych z przedmową Stefana Żeromskiego, pierwsze dwa utwory w 1930, zaś ostatni w 1939. W całości opublikowany w 1957.

## Zawartość
- Młodość (Youth), po raz pierwszy opublikowane w „Blackwood's Magazine” w 1898
- Jądro ciemności (Heart of Darkness), po raz pierwszy opublikowany w „Blackwood's Magazine” w 1899
- U kresu sił (The End of the Tether), wcześniej nie publikowany

## Ekranizacje
- Czas apokalipsy (ang. Apocalypse Now, 1979) – oparty na opowiadaniu Jądro ciemności, reż. Francis Ford Coppola, wyst. Martin Sheen i Marlon Brando,
- Jądro ciemności (Heart of Darkness, 1993) – reż. Nicolas Roeg, wyst. Tim Roth i John Malkovich,
- The Young One (2016), adaptacja opowiadania Młodość, reż Julien Samani,